# Peaches
Merrill Beth Nisker (Toronto, 11 de Novembro de 1966), mais conhecida como Peaches, é uma artista de electroclash canadense, que vive e trabalha em Berlim. Suas canções são, na maioria das vezes, com temáticas sexuais. Peaches toca e programa a maioria dos instrumentos dos seus álbuns. Seus shows são energéticos e exóticos, assim como a artista. Antes de tornar-se artista, era professora escolar e bibliotecária. Para o álbum "Impeach My Bush", ela chamou artistas como Josh Homme, Joan Jett e Samantha Maloney.

## Discografia

### Álbuns
- Fancypants Hoodlum (1995, como Merrill Nisker)
- The Teaches of Peaches (2000)
- Fatherfucker (2003)
- Impeach My Bush (2006)
- I Feel Cream (2009)
- "Rub" (2015)

### Singles/EPs
- "Lovertits" (2000)
- Peaches EP (2000)
- "Set It Off" (2001, 2002)
- "Rock Show" (2003)
- "Operate" (2003)
- "Kick It" (featuring Iggy Pop) (2004)
- "Shake Yer Dix" (2006) (Download Single)
- "Downtown" (2006)
- "Boys Wanna Be Her" (2006)
- "Talk to Me" (2009)